# Téikovo
Téikovo - Тейково (rus) - és una ciutat de l'óblast d'Ivànovo, a Rússia.

## Geografia
Téikovo es troba a la vora del riu Kliazma, a 32 km al sud-oest d'Ivànovo i a 219 km al nord-est de Moscou.

## Història
Téikovo fou ja un poble d'ençà el segle xvii i obtingué l'estatus de ciutat el 1918.